# Tonton-Preis
Der Tonton-Preis ist ein jährlich in Saarlouis vergebener Preis, der nach dem Erzlügner Michel Tonton, einer fiktiven Figur, die im 19. Jahrhundert in Saarlouis gelebt haben soll, benannt ist.
Preisträgerin bzw. Preisträger wird diejenige Persönlichkeit aus der Region, die sich am intensivsten mit der Kunst des Flunkerns, Übertreibens und Geschichtenerfindens hervorgetan hat. Ausgezeichnet werden in der Regel Politikerinnen und Politiker, Kulturschaffende und Engagierte aus Wirtschaft, Medien und Sport. Anfangs wurde der Preis von den Gastwirten von Saarlouis vergeben und beim Altstadtfest verliehen.
Das Gremium der bisherigen Preisträgerinnen und Preisträger tritt einmal im Jahr zusammen und wählt den neuen Preisträger. Die Laudatio hält der jeweilige Vorgänger. Seit 2022 wird der Tonton-Preis im Rahmen der Eröffnung der Saarlouiser Emmes verliehen. Die neuen Tontons bzw. die neuen Tontonnes, werden von den Sprechern des Gremiums der Öffentlichkeit bekanntgegeben. Bisherige Sprecher waren Helmut Braun und Kuni L. Both. Aktuell fungieren Gabriel Mahren und Georg Jungmann als Sprecher. Die Geschäftsführung hat Gerald Purucker, hauptamtlicher Beigeordneter der Stadt Saarlouis, inne.

## Preisträger
(Quelle bis 2019: Saarbrücker Zeitung)
- 1978: Gustl Landry
- 1979: Hans Trompeter
- 1980: Alfred Wilhelm
- 1981: Willy Silvanus
- 1982: Moritz Rauber
- 1983: Willy Jakob
- 1984: Rudolf Gier
- 1985: Hartmut Mathieu
- 1986: Helmut W. Braun
- 1987: Fred Eric Schmitt
- 1988: Uwe Strassel
- 1989: Karl Höchst
- 1990: Richard Weber
- 1991: Kuni L. Both
- 1992: Leo Petry
- 1993: Oskar Lafontaine
- 1994: Wolfgang Meunier
- 1995: Dieter Gruschke
- 1996: Alfred Gulden
- 1997: H. J. Fontaine
- 1998: Hubert Ulbrich
- 1999: Fritz Raff, Friedhelm Fiedler
- 2000: Peter Müller
- 2001: Ottmar Schreiner
- 2002: Hans Schardt
- 2003: Gabriel Mahren
- 2004: Fredi Schwaggmeier
- 2005: Kurt Wagner
- 2006: Heiko Maas[4]
- 2007: Jörg Laux
- 2008: Reinhard Klimmt[3]
- 2009: Hans Jörg Schu[3]
- 2010: Georg Jungmann
- 2011: Friedhelm Schwan
- 2012: Peter Altmaier
- 2013: Klaus Hoffmann
- 2014: Richard Jungmann
- 2015: Annegret Kramp-Karrenbauer
- 2016: Thomas Kleist
- 2017: Karin Peter
- 2018: Reiner Calmund
- 2019: Herry Schmitt
- 2020:
- 2021:
- 2022: Peter Demmer[7]
- 2023: Reinhold Jost[2]
- 2024: Bernd Kissel[8]